# حاجز الشمال

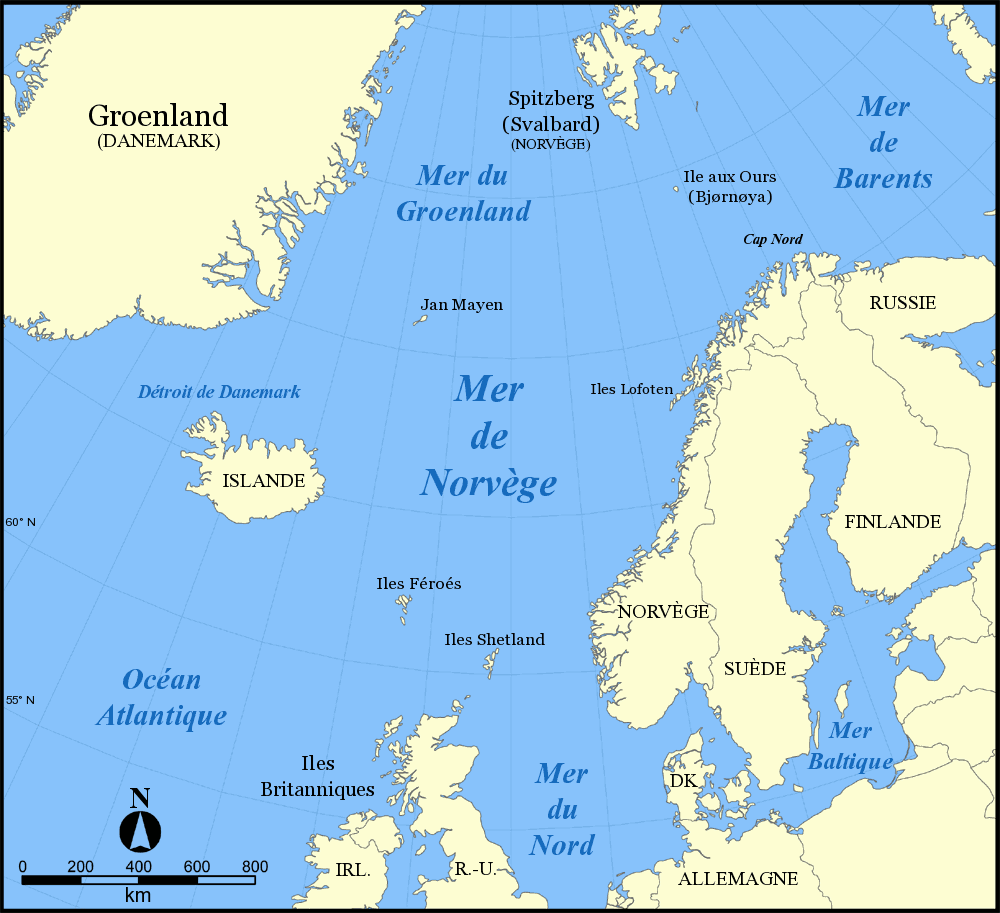
خريطة البحر النروبج

حاجز الشمالي هو الاسم الذي أطلق على سلسلة واسعة من حقول الألغام الدفاعية التي وضعها البريطانيون خلال الحرب العالمية الثانية  على خط جي يو كي  للحد من وصول الألمان إلى المحيط الأطلسي أثناء معركة الأطلسي (1939-1945) . امتد الحاجز من جزر أوركني إلى جزر فارو وأيسلندا . كما تم زرع الألغام في مضيق الدنمارك شمال أيسلندا.

## تركيب الحاجز
في يوليو 1939 قبل بدء الحرب العالمية الثانية، تم التحقيق في إمكانية إنشاء حاجز شمالي بين جزر أوركني والنرويج (على غرار الحرب العالمية الأولى ) ، ولكن بعد احتلال النرويج من قبل الألمان في أبريل 1940 ، تقرر وضع حقول الألغام بين أوركني وجزر فارو وأيسلندا. سيتم عمل ممرات للسماح بمرور الأسطول والقوافل. بالإضافة إلى ذلك، كان من المقرر زرع الألغام في مضيق الدنمارك، شمال أيسلندا.
تم تشكيل أول أسطول من عمال الألغام، ومقره في كايل لوتشالشيونيو في اسكتلندا عام 1940، ولكن السفن المخصصة لها لم تكن متاحة لزرع الألغام حتى أكتوبر. كما أدى نقص المرافقين والمشاكل اللوجستية إلى تقييد العمليات، ولكن تم وضع 10300 لغم في الطرف الجنوبي من قسم جزر فارو-أيسلندا بحلول نهاية العام .
في عام 1941 ، استمر وضع الحقول الجديدة المخطط لها شمال وجنوب جزر فارو وكذلك في مضيق الدنمارك. كما تم تنفيذ برنامج إعادة تطوير في الموانئ الأمريكية، ولكن تأخر العمل بسبب الضباب والعواصف.
أشارت تقارير استخباراتية في يوليو / تموز إلى أن غواصات يو بوت كانت تستخدم ممر جزر فارو-أيسلندا، لذلك تم إنشاء سلسلة من حقول الألغام العميقة المضادة للغواصات في شمال غرب جزر فارو.
في عام 1942 ، بدأ التشكيك في قيمة الحاجز الشمالي، على الرغم من إنشاء حقول جديدة في جنوب اسلندا قبل أنشاء حقول عميقة جديدة على المياه الضحلة في جزر فارو كما تم وضع حواجز مغناطيسية في مضيق الدنمارك لتعويض الخسائر السابقة .

## التشكيك
تمت مناقشة مستقبل حاجز الشمالي من قبل الأميرالية البريطانية في اجتماعات في يناير ويوليو 1943 كان من الصعب الحفاظ على فعالية الحاجز وقد تطلب بالفعل أكثر من 80000 لغم بحري مما أدى هذا العمل أيظا إلى تحويل سفن الأسطول اللازمة في مكان آخر وقوافل الدفاع لتوفير الحراسة لعمال الألغام.
وقد وصف القائد العام للأسطول المحلي حاجز الشمال بأنه «المشروع الأقل أهمية والأقل ربحية في الحرب» . تم إلغاء البرنامج وبصرف النظر عن وضع حقل إضافي عند مدخل المضيق الدنمارك، فإن حقول الألغام الجديدة الوحيدة التي تمت الموافقة عليها كانت عبارة عن سلسلة من الحقول العميقة في الطرف الشمالي لممر جزر فارو-أيسلندا. .
في نهاية البرنامج،  تم حل الأسطول الأول . و تم زرع 92,083 لغماً، وهو ما يمثل 35 ٪ من إجمالي الألغام البريطانية المزروعة، لكن مرور غوصات يو بوت الألمانية بالكاد يتعطل، وغواصة واحدة فقط، هي الغواصة الألمانية يو-647 ، كان يعتقد أن أحدهم قد غرقة . وكان في الغالب أكثر خطورة على قوات الحلفاء منه على العدو. وفي وقت لاحق، وقد تم نقل الجهود إلى زرع الألغام من قبل الغواصات.